# Kyle Mack
Kyle Allan Mack (Royal Oak, 6 de julio de 1997) es un deportista estadounidense que compite en snowboard.
Participó en los Juegos Olímpicos de Pyeongchang 2018, obteniendo una medalla de plata en la prueba de big air. Ganó dos medallas de bronce en el Campeonato Mundial de Snowboard de 2015, en las pruebas slopestyle y big air.

## Medallero internacional
| Juegos Olímpicos   | Juegos Olímpicos            | Juegos Olímpicos  | Juegos Olímpicos |
| Año                | Lugar                       | Medalla           | Competición      |
| ------------------ | --------------------------- | ----------------- | ---------------- |
| 2018               | Pyeongchang (Corea del Sur) | Medalla de plata  | Big air          |
| Campeonato Mundial |                             |                   |                  |
| Año                | Lugar                       | Medalla           | Competición      |
| 2015               | Kreischberg (Austria)       | Medalla de bronce | Big air          |
| 2015               | Kreischberg (Austria)       | Medalla de bronce | Slopestyle       |